# Galliano Ciliberti
Galliano Ciliberti (Pérouse, 26 mai 1958) est un musicologue italien.

## Biographie
Galliano Ciliberti a étudié l'orgue, le piano et la composition à Pérouse. Arrière-petit-fils de Venanzio Gabriotti (1883-1944), antifasciste et médaillé d'or de la vaillance militaire, il commence sa carrière comme journaliste au quotidien L'Unità (1980-1984),,.
Depuis 2002, il enseigne l'Histoire de la Musique au Conservatoire de Monopoli (Pouilles),. Il est diplômé en Lettres à l'Université de Pérouse avec Massimo Bogianckino (1986), a obtenu un Doctorat en Musicologie "avec la plus grande distinction" à l'Université de Liège avec Albert Dunning (1996) et un Post-Doctorat à l'École pratique des hautes études de Paris (2012). Il a également reçu diverses bourses de recherche au Département des sciences paléographiques, musicologiques et philologiques de l'Université de Pavie-Crémone.
Auteur d"essais et de livres, il a participé à des conférences en Italie et en Europe,. Il traite de la musique médiévale italienne, des relations musicales entre Rome et Paris, de la musique sacrée romaine du XVIIe siècle (Antonio Maria Abbatini, Giuseppe Corsi, Alessandro Melani, Vincenzo Ugolini), et de l'organisation de la production musicale de la Chapelle royale de l'Empire à le royaume de Louis-Philippe de France. Sa bibliothèque privée de manuscrits musicaux et d'estampes (abréviation RISM : I-PEciliberti) contient un exemple important et rare d'Ars nova appelé Frammento Ciliberti,. Il est l'un des trois éditeurs du catalogue thématique de la musique de Francesco Morlacchi publié en 1987.
Il remporte le prix Bertini Calosso (éditions 1998-2000) pour le livre Musica e società in Umbria tra Medioevo e Rinascimento publié par Brepols. Il a contribué à la publication de diverses notices biographiques musicales dans le Dizionario biografico degli Italiani (DBI),, le New Grove Dictionary of Music and Musicians et le Die Musik in Geschichte und Gegenwart (MGG),.

## Publications
- Antonio Maria Abbatini e la musica del suo tempo (1595-1679). Documenti per una ricostruzione bio-bibliografica, Perugia, Regione dell'Umbria, 1986.
- Biancamaria Brumana, Galliano Ciliberti, Nicoletta Guidobaldi, Catalogo delle composizioni musicali di Francesco Morlacchi (1784-1841), Firenze, Leo S. Olschki Editore, 1987,  (ISBN 9788822235237).
- Produzione, consumo e diffusione della musica in Italia nel tardo Medioevo, Perugia, Centro di studi musicali in Umbria, 1989.
- Avec Biancamaria Brumana, Orvieto. Una cattedrale e la sua musica (1450-1610), Firenze, Leo S. Olschki Editore, 1990,  (ISBN 9788822237767).
- Avec Biancamaria Brumana Musica e musicisti nella cattedrale di San Lorenzo a Perugia (XIV-XVIII secolo), Firenze, Leo S. Olschki Editore, 1991,  (ISBN 9788822239105).
- Il Teatro degli Accademici Illuminati di Città di Castello, Perugia, Regione dell'Umbria, 1995,  (ISBN 9788822243539).
- Musica e società in Umbria tra Medioevo e Rinascimento, Turnhout, Brepols, 1999,  (ISBN 9782503508153).
- «Qu'une plus belle nüit ne pouvoit précéder le beau iour». Musica e cerimonie nelle istituzioni religiose francesi a Roma nel Seicento, Passignano sul Trasimeno, Aguaplano, 2016,  (ISBN 8897738869).